# Julian Bailey
Julian Bailey (n. 9 octombrie 1961) este un fost pilot englez de Formula 1 care a evoluat în Campionatul Mondial în 1988 și 1991.

## Cariera în Formula 1
| Sezon | Echipă                      | Puncte | Loc clasament general |
| ----- | --------------------------- | ------ | --------------------- |
| 1988  | Tyrrell Racing Organisation | 0      | -                     |
| 1991  | Team Lotus                  | 1      | 23                    |